# Souvenir-Polka
Die Souvenir-Polka ist eine Polka von Johann Strauss (Sohn) (op. 162). Das Werk wurde am 23. Januar 1855 in Schwenders Casino in Wien erstmals aufgeführt.

## Einzelnachweis
1. ↑  Quelle: Englische Version des Booklets (Seite 40) in der 52 CDs umfassenden Gesamtausgabe der Orchesterwerke von Johann Strauß (Sohn), Hrsg. Naxos (Label). Das Werk ist als zwölfter Titel auf der 12. CD zu hören.